# Église Saint-Syagre de Maltat
L'église Saint-Syagre de Maltat est une église située sur le territoire de la commune de Maltat, dans le département français de Saône-et-Loire et la région Bourgogne-Franche-Comté.

## Historique
L’église, de style roman, est citée dans la plus ancienne charte du premier cartulaire de l’évêché d’Autun, qui révèle qu’il existait déjà une église entourée d’un cimetière à Maltat en l'an 1109. Construite dans le courant du XIe siècle siècle, elle a été restaurée ultérieurement mais a conservé son chœur d'origine. 

## Architecture
Le chœur est constitué d’une abside en cul-de-four de forme semi-circulaire prolongée par une partie rectangulaire joignant la travée sous le clocher (travée voûtée par une coupole octogonale sur trompes). 
Les murs, épais de plus d’un mètre, ne sont pas étayés par des contreforts. Les fenêtres ébrasées sont petites. Les grands arcs en calcaire récifal proviennent de la carrière des Jeandiaux (Vitry-sur-Loire). 
La nef, qui a été rehaussée, est fortement désaxée par rapport au chœur ; elle est éclairée par cinq grandes ouvertures (sans doute du XVIIIe siècle). La charpente à triple faîtage, datée de 1742, dégagée en 1971, est remarquable.
À l’extérieur, le clocher présente un étage de baies géminées sur chaque face. Il a été surélevé par deux pignons opposés à baies géminées, et est couvert par une toiture à double rampant.

## Vitraux
Deux vitraux historiés représentent l'un saint Pierre, disciple du Christ et premier pape, et l'autre une gerbe de blé, symbole eucharistique. 
L’oculus de la façade figure le Sacré-Cœur.

## Culte
L'église de Maltat, édifice consacré du diocèse d'Autun dédié à saint Syagre d'Autun, est un lieu de culte catholique. 
Elle relève de la paroisse Saint-Jean-l’Évangéliste des Communautés bourbonniennes (siège à Bourbon-Lancy), qui en est affectataire au titre de la loi de 1905.